# Lagoa Rodrigo de Freitas
Het Lagoa Rodrigo de Freitas is een lagune in Rio de Janeiro. Het wateroppervlak ligt in het zuiden van de stad, in de Zona Sul, waarbij de lagune het centrum is van de wijk Lagoa. De verbinding met de Atlantische Oceaan is gekanaliseerd. Het Canal do Jardim de Alá voert zeewater de lagune in en is gelegen in het park Jardim de Alá. Het mondt in de zee uit en markeert zo de grens tussen het strand van Ipanema en het strand van Leblon. Het kanaal heeft een lengte van 850 meter.
In de lagune liggen twee eilanden. Het Ilha do Piraquê of Ilha Piraquê ligt aan de westelijke oever van de lagune en is de locatie van het Departamento Esportivo do Clube Naval, een militaire club met sportinfrastructuur. Het tweede eiland is het Ilha dos Caiçaras, gelegen in het zuiden, vlak aan het verbindingskanaal. Op dit eiland liggen de installaties van de Clube dos Caiçaras, een private watersportvereniging waar aan waterski wordt gedaan en waar ook de waterski competitie van de Pan-Amerikaanse Spelen 2007 doorging.
Rond de lagune Rodrigo de Freitas is er een 7,5 km lang wandel- en fietspad met vele recreatieve functies.
Het Lagoa Rodrigo de Freitas is bij de Olympische Zomerspelen 2016 en de Paralympische Zomerspelen 2016 de locatie van het roeien en de sprintwedstrijden van het kanovaren op de Olympische en roeien op de Paralympische Zomerspelen.
De lagune heeft meerdere milieuproblemen, waaronder water- en omgevingsvervuiling. De overvloedige groei van algen bedreigt de zuurstof in het water, en heeft al meermaals tot grote vissterfte geleid.